# Peskovi
Peskovi är ett berg i Kosovo. Det ligger i den södra delen av landet, 60 km söder om huvudstaden Priština. Toppen på Peskovi är 2 651 meter över havet, eller 705 meter över den omgivande terrängen. Bredden vid basen är 28,3 km.
Terrängen runt Peskovi är huvudsakligen bergig. Peskovi är den högsta punkten i trakten. Runt Peskovi är det ganska tätbefolkat, med 160 invånare per kvadratkilometer. Närmaste större samhälle är Štrpce, 11,7 km norr om Peskovi. Omgivningarna runt Peskovi är en mosaik av jordbruksmark och naturlig växtlighet.